# Піві-малюк кордильєрський
Піві-малюк кордильєрський (Empidonax occidentalis) — вид горобцеподібних птахів родини тиранових (Tyrannidae). Мешкає на заході Північної Америки.

## Опис
Довжина птаха становить 13-17 см. Верхня частина тіла оливково-зелена, нижня частина тіла жовтувата. Крила темні з двома блідо-жовтими смугами. Дзьоб широкий, жовтуватий або світло-рожевий, навколо очей світлі кільця.

## Підвиди
Виділяють два підвиди:
- E. o. hellmayri Brodkorb, 1935 — гори на південному заході Канади (Британська Колумбія, Альберта), на заході США (переважно в Скелястих горах) та в Мексиці (Західна Сьєрра-Мадре в Сонорі, Чіуауа і Коауїлі). Зимують в Мексиці;
- E. o. occidentalis Nelson, 1897 — високогір'я центральної і південної Мексики.

## Поширення і екологія
Кордильєрські піві-малюки гніздяться на високогір'ях Канаді, Сполучених Штатів Америки і Мексики, зимують в Мексиці. Північні популяції є перелітними, південні є переважно осілими. Кордильєрські піві-малюки живуть в густих хвойних і мішаних лісах, поблизу річок і струмків, на висоті від 1000 до 3500 м над рівнем моря. Живляться комахами та іншими дрібними безхребетними, на яких вони чатують, сидячи на гілці. Сезон розмноження в Канаді і США триває з кінця квітня по липень, в Мексиці з березня по вересень. Кордильєрські піві-малюки гніздяться на деревах, гніздо розміщується на горизонтально розташованій гілці в нижній частині крони. В кладці від 2 до 5 яєць.

## Збереження
МСОП класифікує цей вид як такий, що не потребує особливих заходів зі збереження. За оцінками дослідників, популяція кордильєрських піві-малюків становить приблизно 3,6 мільйонів птахів і є стабільною.